# Thaumaglossa chujoi
Thaumaglossa chujoi is een keversoort uit de familie spektorren (Dermestidae). De wetenschappelijke naam van de soort werd in 1982 gepubliceerd door Ohbayashi.